# 短冊

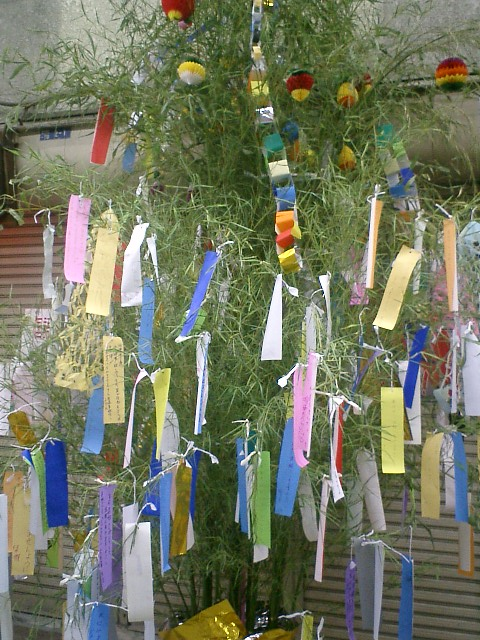
七夕の笹飾り。様々な色の短冊が吊り下げられている

短冊（たんざく）は、薄い木や竹の皮、紙を細長く切って短文の字を書くためのもの。短尺、短籍とも書かれる。もとは目印や簡単な通信に使っていたが（現代でいうタグ - 英: tag）、後に礼紙（らいし）で包んだり紙縒り（こより）にして見えないようにする拈り文（ひねりぶみ）、立て文（たてぶみ）となり、神仏への願いを掲げたり、あるいは籤や占い、呪術にも用いられた。このため、短冊を認めるには礼儀や作法を伴うようになり、後に短歌や俳句を詠む際に使われる分厚く装飾が施された紙片のことも指すようになるが、その書式には古より慣例とされる作法がある。
現代の日本では、七夕の行事の一環として願い事を書く目的で用いる、折り紙を細長く切ったものを指すことが多い。